# Móskjónahlíð
Móskjónahlíð är en kulle i republiken Island. Den ligger i regionen Suðurland, 90 km öster om huvudstaden Reykjavík. Toppen på Móskjónahlíð är 544 meter över havet.
Trakten runt Móskjónahlíð är nära nog obefolkad, med mindre än två invånare per kvadratkilometer. Närmaste större samhälle är Flúðir, omkring 18 kilometer väster om Móskjónahlíð. Trakten runt Móskjónahlíð består i huvudsak av gräsmarker.